# مونيكا (مغنية)
مونيكا دينيز براون (بالإنجليزية: Monica)‏ والمعروفة فنيا باسمها المختصر مونيكا مطربة ار اند بي أمريكية مولودة في 24 اكتوبر 1980 في كوليج بارك قرب مدينة اتلانتا في ولاية جورجيا الأمريكية.

## وصلات خارجية
- مونيكا على موقع IMDb (الإنجليزية)
- مونيكا على موقع روتن توميتوز (الإنجليزية)
- مونيكا على موقع ميوزك برينز (الإنجليزية)
- مونيكا على موقع إن إن دي بي (الإنجليزية)
- مونيكا على موقع أول ميوزيك (الإنجليزية)
- مونيكا على موقع ديسكوغز (الإنجليزية)
- مونيكا على موقع ديسكوغز (الإنجليزية)
- مونيكا على موقع قاعدة بيانات الفيلم (الإنجليزية)